# Napoleon (Missouri)
Napoleon és una població dels Estats Units a l'estat de Missouri. Segons el cens del 2000 tenia 208 habitants.

## Demografia
Segons el cens del 2000, Napoleon tenia 208 habitants, 86 habitatges, i 63 famílies. La densitat de població era de 46,2 habitants per km².
Dels 86 habitatges en un 24,4% hi vivien nens de menys de 18 anys, en un 65,1% hi vivien parelles casades, en un 7% dones solteres, i en un 25,6% no eren unitats familiars. En el 22,1% dels habitatges hi vivien persones soles el 8,1% de les quals corresponia a persones de 65 anys o més que vivien soles. El nombre mitjà de persones vivint en cada habitatge era de 2,42 i el nombre mitjà de persones que vivien en cada família era de 2,8.
Per edats la població es repartia de la següent manera: un 19,7% tenia menys de 18 anys, un 11,5% entre 18 i 24, un 22,6% entre 25 i 44, un 32,7% de 45 a 60 i un 13,5% 65 anys o més.
L'edat mediana era de 42 anys. Per cada 100 dones de 18 o més anys hi havia 114,1 homes.
La renda mediana per habitatge era de 36.875 $ i la renda mediana per família de 45.625 $. Els homes tenien una renda mediana de 36.042 $ mentre que les dones 23.036 $. La renda per capita de la població era de 17.546 $. Entorn del 9% de les famílies i el 7,6% de la població estaven per davall del llindar de pobresa.

## Poblacions més properes
El següent diagrama mostra les poblacions més properes.